# Jon Tester
Jonathan Tester dit Jon Tester, né le 21 août 1956 à Havre (Montana), est un homme politique américain, membre du Parti démocrate. Il est président du Sénat du Montana de 2005 à 2007 et sénateur de l'État au Congrès des États-Unis de 2007 à 2025.

## Biographie

### Jeunesse et famille
Jon Tester est né à Havre dans le Montana. Il grandit dans le comté de Chouteau, près de la ville de Big Sandy, sur les terres de la ferme familiale acquise en 1916. Ses parents possèdent aussi une boucherie qui complète les revenus de la famille. 
À l'adolescence, Tester perd l'index, le majeur et l'annulaire de sa main gauche dans un accident causé par une machine agricole. 
Diplômé en musique de l'université de Great Falls, il est un temps professeur de musique avant de revenir travailler sur l'exploitation familiale. Dans les années 1980, Tester modernise l'exploitation agricole, la convertissant à l'agriculture biologique. S'il garde la boucherie, celle-ci n'est plus une source de revenus complémentaires. 
Il épouse Sharla, une fille d'agriculteurs du Montana, en 1978. Il a une fille et un fils.

### Carrière politique

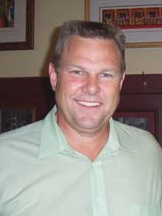
Jon Tester, en 2006.

Après plusieurs années passées dans des commissions de l'état, il est élu au Sénat du Montana en 1998. En 2001, il devient le chef de la minorité démocrate puis est réélu en 2002. 
En 2005, Tester est élu président du Sénat du Montana à la suite des élections de novembre 2004 où la chambre haute change de majorité et bascule chez les démocrates.
En mai 2005, Tester annonce sa décision de concourir à l'élection au poste de sénateur du Montana au Congrès des États-Unis, détenu par le républicain Conrad Burns. Le 6 juin 2006, Tester remporte la nomination démocrate. Le 7 novembre, il est élu sénateur avec une très faible majorité de 49,1 % des voix face au républicain sortant, qui obtient 48,3 %. Son élection dans un État traditionnellement républicain permet aux démocrates de remporter le Sénat.
Jon Tester est à nouveau candidat aux élections sénatoriales de 2012. Le duel avec le représentant ultra-conservateur Denny Rehberg est très serré. Son siège est l'une des principales cible des républicains. Il l'avait en effet remporté de justesse dans un contexte de vague démocrate. Le 6 novembre 2012, il est réélu alors que l'État vote largement pour le candidat républicain à l'élection présidentielle. 
Lors des élections sénatoriales de 2018, alors que le Montana est réputé très favorable à Donald Trump et au Parti républicain, il obtient un nouveau mandat en remportant l'élection générale contre le républicain Matt Rosendale.
Il annonce en février 2023 sa candidature à un quatrième mandat dans le cadre des élections sénatoriales de 2024 où il apparaît comme l'un des sortants démocrates les plus menacés. Il est avec Joe Manchin (devenu indépendant en 2024) le seul sénateur démocrate dans un État votant constamment républicain aux présidentielles depuis au moins un quart de siècle. Il perd l'élection générale contre l'homme d'affaires républicain Tim Sheehy.

## Opinions
Tester est considéré comme un sénateur progressiste. Écologiste, partisan du droit à l'avortement, bien qu'élu dans un état conservateur dont 57 % de la population s'y déclarait hostile (sondage cité dans le portrait du journal Le Monde en novembre 2006), il s'est prononcé également pour le retrait immédiat d'Irak des troupes américaines. Son action devrait être déployée principalement vers le développement des énergies renouvelables et la lutte contre le réchauffement climatique et l'extension de la couverture sociale à tous les enfants non assurés. 
En 2010, il s'élève contre l'autorisation donnée par la Cour suprême aux entreprises de participer, sans restriction, au financement des campagnes électorales par le biais de comités d'action politique (Super PAC). Il a notamment proposé de modifier la Constitution pour contrecarrer cette décision.
En 2013, il annonce qu'il soutient le mariage gay. Cette prise de position est vue par les experts comme très courageuse car il est élu dans un état conservateur majoritairement opposé au mariage gay.

## Historique électoral
Sénat des États-Unis
| Année | Jon Tester | Républicain | Libertarien |
| ----- | ---------- | ----------- | ----------- |
| Année |            |             |             |
| 2006  | 49,16 %    | 48,29 %     | 2,55 %      |
| 2012  | 48,58 %    | 44,86 %     | 6,56 %      |
| 2018  | 50,33 %    | 46,78 %     | 2,88 %      |
| 2024  | 45,50 %    | 52,64 %     | 1,20 %      |